# Шаффлборд

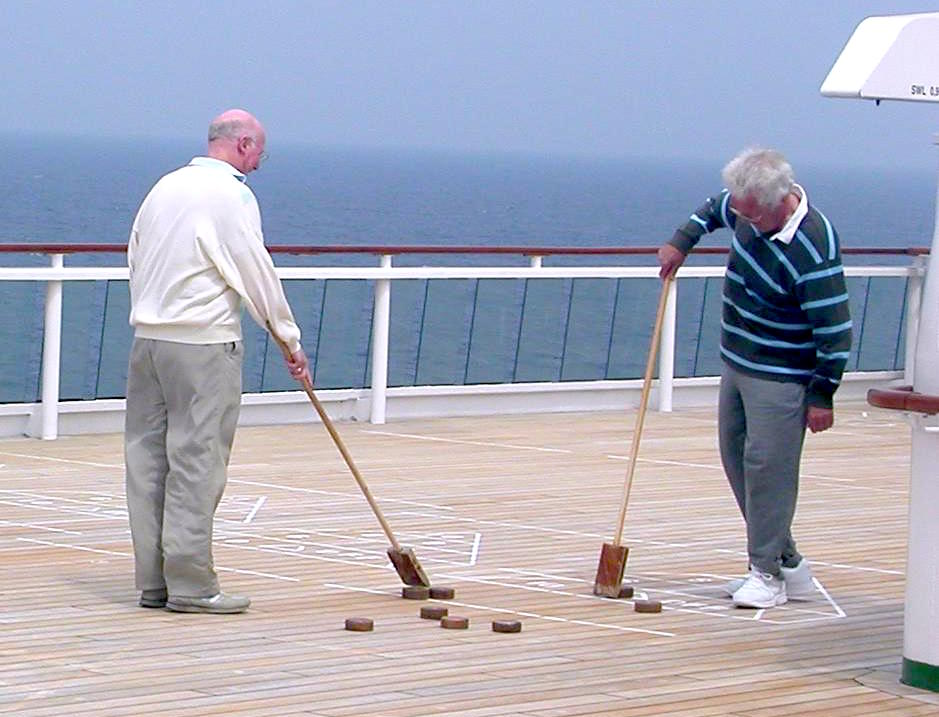
Игра в шаффлборд

Ша́ффлборд (англ. shuffleboard, shuffle-board) — игра на размеченном столе (англ. Table shuffleboard) или корте (англ. Deck shuffleboard), с использованием киев и шайб (если игра проводится на корте), или шайб, которые толкаются рукой (если игра проводится на столе). Шайба должна остановиться в пределах определённых линий, вне зависимости от игровой поверхности.
В шаффлборд играют вдвоем или двумя командами, состоящими из двух игроков.
Эта игра была очень популярна в Англии, особенно в обществе аристократов, любимое времяпрепровождение в больших загородных домах.